# Bột cực liệt
Bột cực liệt (chữ Hán phồn thể: 勃極烈, giản thể: 勃极烈; văn tự Nữ Chân:  /bə(g)i lə/), hay Bojilie, là chế độ thống trị quốc gia của nhà Kim, cải biến từ chế độ liên minh các bộ lạc của người Nữ Chân, dựa trên hình thức tập trung quyền lực vào tay một nhóm nhỏ các thủ lĩnh cao cấp nhất của liên minh các bộ lạc - những người mang tước hiệu Bojilie - từ đó trở thành tên chung của chế độ cai trị này.

## Thành lập
Sau khi thống nhất các bộ lạc Nữ Chân, đầu năm 1115, Hoàn Nhan A Cốt Đả kiến quốc xưng đế, đặt niên hiệu Thu Quốc. Tháng 7, Aguda tổ chức hội nghị với các thủ lĩnh (beile) của các bộ lạc Nữ Chân, tiến hành cải tổ chế độ cai trị quốc gia non trẻ.
Cơ bản, chế độ cai trị quốc gia Nữ Chân vẫn dựa trên truyền thống liên minh bộ lạc theo chế độ chiếm hữu nô lệ, tuy nhiên cải tiến theo hướng tập quyền dần vào một số ít thủ lĩnh cao cấp làm trung tâm của chính quyền, gọi chung là các Bojilie.
Ban đầu, chế độ Bojilie có 5 thành viên:
1. Hoàn Nhan A Cốt Đả làm Du Bojilie (都勃極烈, Đô Bột cực liệt), tức Thủ lĩnh tối cao, hay Hoàng đế.
2. Hoàn Nhan Ngô Khất Mãi [1] làm Anban Bojilie (諳版勃極烈, Am ban Bột cực liệt), tức Thủ lĩnh kế vị, hay Hoàng trữ (người kế vị Hoàng đế, trong trường hợp này là Hoàng thái đệ)
3. Hoàn Nhan Tát Cải[2] làm Gorun Bojilie (國論勃極烈, Quốc luận Bột cực liệt), tức Thủ lĩnh tham mưu, hay Quốc tướng.
4. Hoàn Nhan Từ Bất Thất[3] làm Emai Bojilie (阿買勃極烈, A mãi Bột cực liệt), còn gọi là Eshi Bojilie (阿舍勃極烈, A xá Bột cực liệt) hay Zaska Bojilie (札失哈勃極烈, Trát thất cáp Bột cực liệt), tức trợ thủ thứ nhất của Quốc tướng [4]
5. Hoàn Nhan Tà Dã[5] làm Hao Bojilie (昊勃極烈, Hạo Bột cực liệt), tức trợ thủ thứ hai của Quốc tướng [6]

## Hoàn thiện
Tháng 9, Kim Thái Tổ đổi danh xưng của Tát Cải làm Hulu Bojilie (忽魯勃極烈, Hốt lỗ Bột cực liệt, hay 胡魯勃極烈, Hồ lỗ Bột cực liệt), thêm Hoàn Nhan A Ly Hợp Muộn làm Yishi Bojilie (乙室勃極烈, Ất thất Bột cực liệt), hay Yilai Bojilie (移賚勃極烈, Di lãi Bột cực liệt), tức trợ thủ thứ ba của Quốc tướng .
Năm Thiên Phụ thứ 3 (1119),A Ly Hợp Muộn chết. Năm Thiên Phụ thứ 5 (1121), Tát Cải cũng qua đời. Tà Dã được thăng làm Hulu Bojilie. Một người anh em họ của A Cốt Đả là Bojienu (蒲家奴, Bồ Gia Nô) đảm nhiệm Hao Bojilie. Con trưởng của Tát Cải là Niêm Một Hát được bổ vào chức vị Yilai Bojilie.
Tháng 8 năm Thiên Phụ thứ 7 (1123), Kim Thái Tổ băng hà. Ngô Khất Mãi lên kế vị, về sau được tôn xưng là Kim Thái Tông. Tà Dã được thăng làm Anban Bojilie để chuẩn bị kế vị anh sau này. Oát Bản làm Hulu Bojilie. Một tháng sau, Từ Bất Thất chết. Năm Thiên Hội thứ 2 (1124), Manduhe (謾都訶, Mạn Đô Ha) làm Eshi Bojilie.
Năm Thiên Hội thứ 8 (1130), Tà Dã chết, vị trí Anban Bojilie để trống 2 năm. Năm Thiên Hội thứ 10 (1132), Kim Thái Tông mới lập đích tôn của A Cốt Đả là Hoàn Nhan Hợp Lạt làm Anban Bojilie. Đồng thời, Kim Thái Tông vì lợi ích bàn thân đưa ra những điều chỉnh: con trưởng của mình là Hoàn Nhan Tông Bàn làm Hulu Bojilie, đổi Hoàn Nhan Tông Cán từ Hulu Bojilie làm Tả Bột Cực Liệt, Hoàn Nhan Tông Hàn từ Di lãi Bột cực liệt lên làm Hữu Bột Cực Liệt. Sau khi Man Đô Ha mất cũng không bổ nhiệm người thay thế, phế bỏ chức vị Eshi Bojilie.
Năm Thiên Hội thứ 12 (1134), Kim Thái Tông băng. Hợp Lạt kế vị, sau được tôn là Kim Hy Tông, đã tổ chức quan chế theo kiểu Hán. Hoàn Nhan Tông Bàn dời sang làm Thượng thư lệnh, Thái sư; Hoàn Nhan Tông Cán dời sang làm Thái phó; Hoàn Nhan Tông Hàn dời sang làm Thái bảo; cùng nhau tổng quản cơ cấu chính phủ, lĩnh Tam tỉnh sự. Đến năm Thiên Hội thứ 14 (1136), chế độ Bột Cực Liệt hoàn toàn bị phế trừ, quan chế nhà Kim đã được Hán hóa, kiến lập Thượng thư tỉnh làm trung tâm của Tam tỉnh chế, lấy Tam sư (Thái sư/ Thái phó/ Thái bảo) cùng Tam công (Thái úy/ Tư đồ/ Tư không) lĩnh Tam tỉnh sự.

## Hậu quả
Sau khi Hán hóa thành công, Kim Hy Tông lập con trai của mình làm Hoàng trữ (tức Thái tử), khiến cho Tông Bàn bất mãn, dẫn đến nội loạn, nhưng rất nhanh bị dẹp trừ.